# Железнодорожная линия Санкт-Петербург — Москва
Это статья о железнодорожной линии. Об управляющей компании см. Октябрьская железная дорога. Об исторической управляющей компании см. Николаевская железная дорога
Линия Санкт-Петербург — Москва — двухпутная (за исключением отдельных участков) железнодорожная магистраль протяжённостью 649 километров.
Является первой двухпутной железной дорогой, построенной на территории Российской империи. На момент строительства была длиннейшей в мире двухпутной железной дорогой. Принятая при строительстве дороги ширина колеи 1524 мм стала стандартом для русских железных дорог (за что теперь известна как Русская колея).
Международный союз железных дорог определяет высокоскоростные железнодорожные линии, как железнодорожные трассы, обеспечивающие движение скоростных поездов со скоростью не менее 200 км/ч для обычных модернизированных железнодорожных трасс и 250 км/ч или быстрее для специально построенных под высокие скорости трасс. По стандартам международного союза железных дорог в настоящий момент в России нет специально построенных под высокие скорости высокоскоростных железнодорожных магистралей (со скорость свыше 250 км/ч). Однако по стандартам международного союза железных дорог железнодорожная линия Санкт-Петербург — Москва, является первой модернизированной высокоскоростной железнодорожной магистралью в России (со скорость свыше 200 км/ч). Большую часть пути Москва — Санкт-Петербург поезда следуют с максимальной скоростью 200 км/ч; на участке Окуловка — Мстинский мост — до 250 км/ч, минимальное время в пути между двумя столицами составляет 3 ч 30 мин.
В настоящее время линия обслуживается двумя регионами Октябрьской железной дороги: Санкт-Петербургским (участок Санкт-Петербург-Главный — Окуловка) и Московским (участок Угловка — Москва-Пассажирская). Соединяет станции Санкт-Петербург-Главный (Московский вокзал) и Москва-Пассажирская (Ленинградский вокзал). На всём протяжении на линии четырёхзначная светофорная автоблокировка в связи с увеличенным тормозным путём высокоскоростных поездов. Отсчёт километража ведётся от Санкт-Петербурга до Москвы.
На территории Москвы и Московской области является единственной из 11 радиальных линий, которое принадлежит не Московской железной дороге, а Октябрьской. Это связано с первичной ролью Петербурга как столицы России во времена строительства дороги в царствование Николая I, в те же времена на петербургском терминале линии с постройки Соединительной ветви начал формироваться первый в России Санкт-Петербургский железнодорожный узел, следом за ним Московский железнодорожный узел, что положило начало формированию всей железнодорожной сети России и СССР. Линия напрямую связывает два этих крупнейших в стране узла. С начала XXI века на ней почти отсутствует грузовое движение, так как она полностью загружена пассажирскими составами, в том числе первыми в России высокоскоростными поездами «Сапсан».

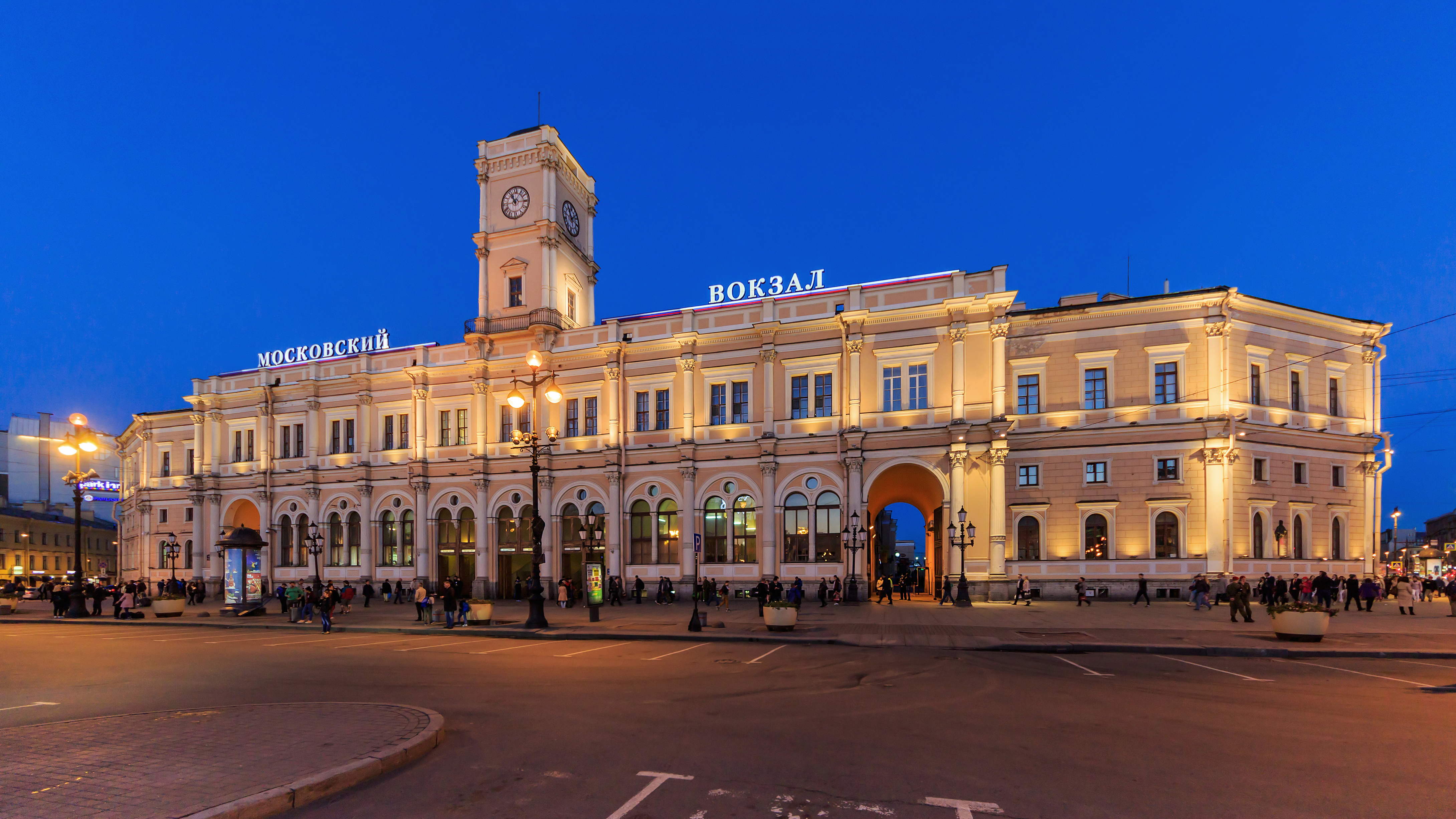
Санкт-Петербург, Московский вокзал
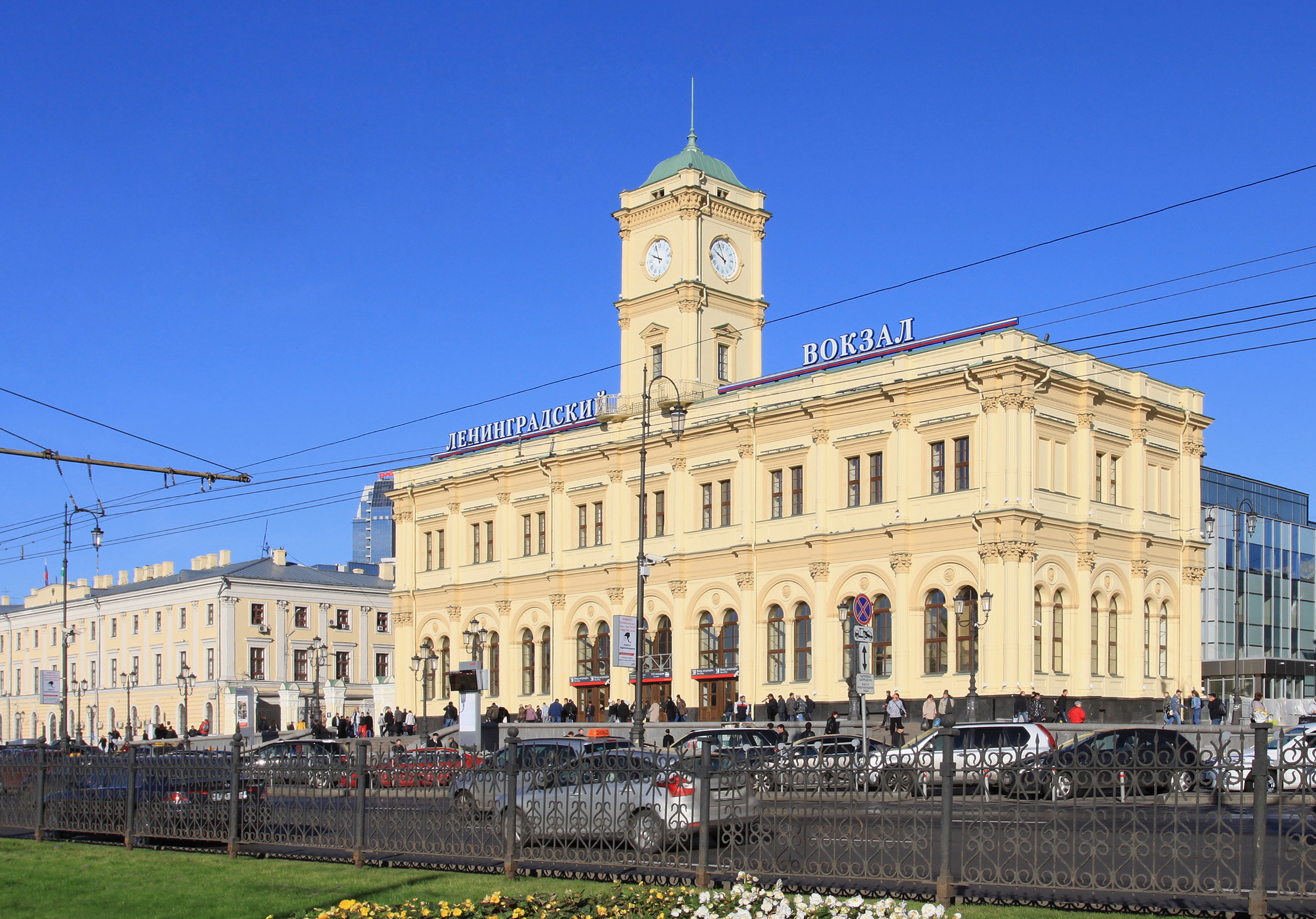
Москва, Ленинградский вокзал

## История

### Предыстория
В 1703 году Пётр I основывает на берегу реки Нева новый город — Санкт-Петербург, который в 1712 году становится столицей Российской империи. В том же году по личной инициативе императора началось строительство сухопутной дороги от новой столицы к прежней — Москве. Сами работы были сложными, так как Петербург окружён болотами. Сначала планировалось построить прямую трассу между этими двумя городами, но при Екатерине II планы несколько изменились — для экономии средств начали строить трассу от Петербурга до Новгорода, соединив её с Московско-новгородской трассой. В 1746 году трасса Санкт-Петербург—Новгород—Москва длиной 778 километров была открыта. Однако уже в первой половине XIX века население городов значительно возросло (на 1825 год население Петербурга составляло 445 000 человек, Москвы — 330 000 человек), как и объёмы производства товаров. Стала проблема обеспечить нужды возросших пассажиро- и грузопотоков между двумя крупнейшими городами страны.
В 1820 году было организовано крупное дилижансовое общество, которое стало выполнять пассажирские перевозки между Петербургом и Москвой. За 10 лет было перевезено 33 600 человек, но для транспорта использовались кареты с пассажировместимостью в 8 мест, да и путь занимал четверо суток, то есть со средней скоростью не более 8 км/ч. В 1817 году было начато строительство шоссе уже напрямую между двумя «столицами», движение по которому было открыто в 1833 году. Дорога шириной 6,5—8 метров и длиной 675 вёрст была с твёрдым (щебёночным) покрытием, что позволяло выполнять на ней перевозки с более высокими скоростями. Но малая грузоподъёмность гужевого транспорта значительно ограничивала рост пассажирских и грузовых перевозок, а также требовала большие объёмы человеческих ресурсов. Водный путь как альтернатива был довольно медленным, хотя к середине столетия на реках уже появились пароходы. Кроме того, водные перевозки не могли выполняться зимой, когда реки сковывало льдом. Требовался новый, альтернативный вид транспорта.
И тогда было обращено внимание на рельсовый транспорт, который позволял перевозить большие объёмы грузов, причём с достаточно солидной скоростью. Уже в 1834 году австрийский и чешский инженер Франц Антон фон Герстнер предложил связать Петербург и Москву железной дорогой. Но чтобы развеять опасения, что этот вид транспорта действительно будет круглогодичным даже во время Русской зимы, решили для начала построить относительно небольшую дорогу. И 30 октября (11 ноября) 1837 была открыта Царскосельская железная дорога длиной всего 23 километра и связавшая Санкт-Петербург с Царским Селом. Сперва движение на ней осуществлялось с конной тягой, но вскоре все поезда стали водить локомотивы — паровозы. В день перевозили свыше пяти сотен человек, а скорость достигала 60 км/ч, то есть значительно быстрее лошадей. Многие считали эту трассу чуть ли не аттракционом, однако эта дорога показала, что железнодорожный транспорт способен работать в Российской империи круглый год, несмотря на климат.
В 1840 году началось движение поездов уже по первой в Российской империи железнодорожной магистрали — Варшаво-Венской железной дороге длиной 749 вёрст (в настоящее время находится на территории Польши).

### В составе Октябрьской железной дороги
В 1931 году между Ленинградом и Москвой начал курсировать поезд «Красная стрела» — первый фирменный поезд в СССР.
Во время Великой Отечественной войны линия была перерезана войсками Вермахта. Прямое сообщение между столицами с августа 1941 года по февраль 1944 года отсутствовало. С 1951 года на линии, впервые для сообщения между крупнейшими городами страны, стал использоваться дизельный моторвагонный подвижной состав — шестивагонные поезда ДП.
В 1962 году дорога была электрифицирована под постоянный ток напряжением 3 кВ. В 1965 году началась эксплуатация поезда «Аврора», маршрутная скорость которого составила 130 км/ч. В итоге только за 1958—1963 годы скорость движения пассажирских поездов возросла с 72,3 до 130,4 км/ч. С 1984 года для сообщения между столицами стал использоваться электропоезд — моторвагонный состав, получающий энергию от контактной сети. Им был ЭР200, тративший на путь 4 часа 50 минут.
В 2001 году в ходе реконструкции главного хода линия была спрямлена. Вместо Веребьинского обхода трасса прошла по ранее существовавшему до 1881 года прямому маршруту. Через Веребьинский овраг был построен новый мост. Произведена реконструкция контактной сети.
В середине 2000-х годов в вагонах всех пассажирских поездов, включая нефирменные и дополнительные поезда, курсировавших по направлению Санкт-Петербург — Москва, размещались схемы Петербургского и Московского метрополитенов. За основу схемы Петербургского метрополитена брался стиль, использовавшийся в 2004—2008 годах, Московского — стиль ЗАО «Метрореклама» 2003—2011 годов. В салонах сидячих вагонов (в «Авроре») схемы наклеивались на торцевые стены пассажирских салонов, противоположные месту размещения проводников вагонов, в спальных (купейных, плацкартных и пр.) — в межоконном пространстве по соседству со стойкой вагонного расписания поезда.
17 декабря 2009 года состоялся первый рейс скоростного поезда «Сапсан», на следующий день началась его регулярная эксплуатация.

### 2010-е

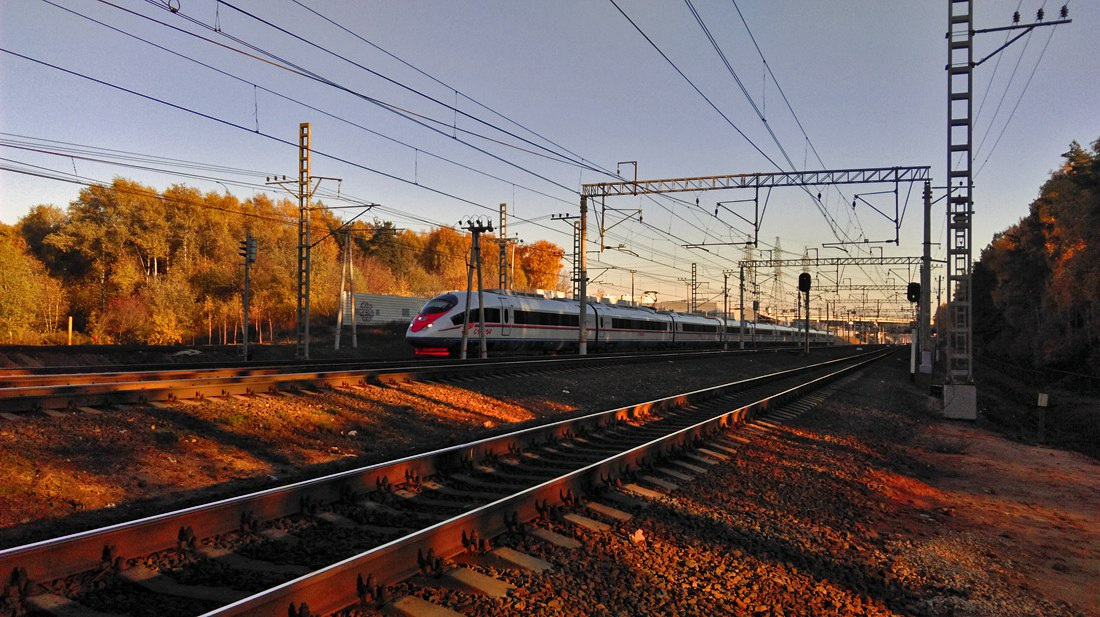
Главный ход ОЖД на границе Москвы и Московской области после запуска движения по IV главному пути

В 2010-е реализован проект строительства четвёртого пути на участке Москва-Пассажирская — Крюково. Новый путь позволил полностью отделить движение поездов дальнего следования, в том числе скоростных поездов «Сапсан» от пригородных поездов, тем самым уменьшив интервалы движения на участке и убрать большинство перерывов. Однако, ввод тактового движения «Сапсанов» каждые 2 часа привёл к резкому увеличению интервалов движения и перерывов между остановками пригородных поездов на участке Крюково — Тверь, который остался двухпутным.
Движение поездов по новому пути запускалось поэтапно:
- В 2010 году 4 путь был запущен от Ленинградского вокзала до горловины станции Москва-Товарная. В апреле 2013 года новый путь был продлён до улицы Академика Комарова и подключён к эстакаде, по которой он «перебрасывался» на другую сторону полотна. На этом участке новый путь прошёл с восточной стороны от полотна и получил официальный номер 1. Старый 1-й путь получил номер 2 и стал использоваться для движения электропоездов только из Москвы, а бывший 2 путь получил номер 4.
- В 2013—2014 годах был запущен на участках Останкино — Моссельмаш и от северной горловины станции Ховрино (на самой пассажирской платформе станции новый путь не был отрихтован и электрифицирован) до Химок. Новый путь прошёл восточной стороны путей и получил номер 2.
- Летом 2015 года новый путь № 2 был запущен на участке Моссельмаш — Сходня.
- 1 октября 2015 года — запущен на перегоне Сходня — Крюково, запущено полноценное четырёхпутное движение на реконструированном участке. На этом участке новый путь прошёл с западной стороны путей и получил номер 1.

По мере продвижения работ по строительству пути были снесены и перестроены платформы, мешавшие строительству нового пути: старые островные платформы были снесены на остановочных пунктах Петровско-Разумовское и Моссельмаш (заменена новой боковой платформой при пуске нового пути), а на остановочных пунктах Останкино, НАТИ, Ховрино, Левобережье, Химки, Планерная, Новоподрезково, Подрезково, Фирсановская и Малино по одной из двух боковых платформ были заменены новыми. На остановочном пункте Рижская на новом пути была построена новая платформа № 1, а старая получила номер 2, при этом ближние к метро «Рижская» платформы (у Ржевской), получили номер 3 и 4. На Ленинградском вокзале был построен новый путь для оборота пригородных поездов.
С 2023 года московский участок линии дополнительно используется поездами линии МЦД-3.

## Пригородное сообщение

### Остановочные пункты
- 41 — общее количество

из них:
- 37 — главный ход
- 4 — ответвление Решетниково — Конаково ГРЭС

из них:
- 7 — МЦД-3 (центральная зона, Тройка), Ленинградский вокзал не является частью МЦД
- 8 — МЦД-3 (пригородная зона, Тройка)
- 12 — (дальняя зона, Тройка)
- 14 — (за пределами зон, где доступна оплата Тройкой)

### Самые дальние беспересадочные маршруты пригородных электропоездов изМосквына главном ходу и ответвлениях
- Москва — Тверь
- Москва — Конаково ГРЭС

### Закрытые остановочные пункты
- Рижская (07.11.2022)
- Малино (15.04.2023)
- Лазурная (16.11.2013)

### Новые остановочные пункты
- Ховрино (23.11.2020)

### Переименованные остановочные пункты
- Петровско-Разумовское — Петровско-Разумовская (12.02.2020)
- НАТИ — Лихоборы (12.02.2020)
- Ховрино — Грачёвская (14.11.2020)
- Левобережье — Левобережная (28.10.2016)
- Планерная — Молжаниново (31.01.2020)
- Фирсановка — Фирсановская (2012)
- Крюково — Зеленоград-Крюково (2019)
- Калинин — Тверь (1998)

### Закрытые ответвления с пересадкой
Клин — Высоковск

### Соединительная ветвь МЦД-3
- 1 — Останкино — Электрозаводская